# Alegeri locale parțiale în România, 2017
Alegerile locale parțiale din 2017 din România au avut loc, prima oară, la data de 11 iunie, pentru unitățile administrative ai căror primari au demisionat, au decedat, au fost demiși din funcție pentru diferite probleme de corupție sau au fost aleși în Parlament la scrutinul din 11 decembrie 2016. Ele s-au ținut în 49 de unități administrative din 32 de județe. De asemenea, au mai fost organizate încă un rând de alegeri locale parțiale la data de 5 noiembrie.

## Localități particiapante în primul scrutin parțial
○ Județul Botoșani – comuna Vlăsinești
○ Județul Brașov – orașul Râșnov
○ Județul Brăila – comuna Viziru
○ Județul Caraș-Severin – comuna Lăpușnicu Mare
○ Județul Călărași – orașul Lehliu Gară și comuna Unirea
○ Județul Constanța – comuna Nicolae Bălcescu
○ Județul Dolj – municipiul Craiova și comuna Ișalnița
○ Județul Gorj – municipiul Târgu Jiu și comuna Drăguțești
○ Județul Harghita – comuna Siculeni
○ Județul Hunedoara – municipiul Lupeni și comuna Sălașu de Sus
○ Județul Ialomița – orașul Amara, orașul Fierbinți Târg și orașul Țăndărei
○ Județul Iași – comuna Șipote
○ Județul Ilfov – comuna Jilava
○ Județul Maramureș – orașul Ulmeni și orașul Baia Sprie
○ Județul Mehedinți – comuna Șimian și comuna Godeanu
○ Județul Neamț – municipiul Roman, comuna Pipirig și comuna Bălțătești
○ Județul Olt – comuna Osica de Sus și comuna Sprâncenata
○ Județul Prahova – orașul Bușteni, orașul Băicoi, comuna Dumbrava și comuna Călugăreni
○ Județul Sălaj – comuna Fildu de Jos
○ Județul Sibiu – comuna Marpod
○ Județul Suceava – comuna Iacobeni și comuna Siminicea
○ Județul Teleorman – comuna Olteni
○ Județul Timiș – comuna Denta
○ Județul Tulcea – comuna Beidaud
○ Județul Vaslui – comuna Fruntișeni
○ Județul Vâlcea – comuna Bujoreni
○ Județul Vrancea — comuna Jariștea

## Localități participante în cel de-al doilea scrutin parțial
○ Deva – județul Hunedoara
○ Bocsig – județul Arad
○ Nicseni – județul Botoșani
○ Călărași – județul Cluj
○ Pantelimon și Bărăganu – județul Constanța
○ Telești – județul Gorj
○ Balș – județul Iași
○ Birghiș – județul Sibiu
○ Drăgoiești – județul Suceava
○ Cervenia, Poieni, Salcia – județul Teleorman
○ Checea – județul Timiș
○ Osești – județul Vaslui
○ Vlădești – județul Vâlcea.

## Rezultatul pe orașe și municipii în primul scrutin parțial

### Județul Brașov

###### Orașul Râșnov
| Partid                    | Candidat       | Rezultat |
| ------------------------- | -------------- | -------- |
| Partidul Național Liberal | Liviu Butnariu | 51,70%   |
| Partidul Ecologist Român  | Daniel Diaconu | 42,10%   |
| Independent               | Marius Lungu   | 6,20%    |

### Județul Călărași

#### Orașul Lehliu - Gară
| Partid                     | Candidat                 | Rezultat |
| -------------------------- | ------------------------ | -------- |
| Partidul Social Democrat   | Iulian Iacomi            | 47,30%   |
| Partidul Național Liberal  | Laurențiu Bănescu        |          |
| Partidul Mișcarea Populară | Cornelia Georgeta Toader |          |
| Independent                | Ștefania Moga            |          |

### Județul Dolj

#### Municipiul Craiova
| Partid                                       | Candidat              | Rezultat |
| -------------------------------------------- | --------------------- | -------- |
| Partidul Social Democrat                     | Mihai Genoiu          | 42,80%   |
| Partidul Alianța Liberalilor și Democraților | Anișoara Stănculescu  | 18,70%   |
| Partidul Național Liberal                    | Mario Ovidiu Oprea    | 13,00%   |
| Independent                                  | Lucian Bernd Săuleanu | 10,30%   |
| Uniunea Salvați România                      | Adrian Prisnel        | 9,10%    |
| Partidul Mișcarea Populară                   | Dumitru Calina        | 2,00%    |
| Indepedent                                   | Emil Iulian Mladin    | 1,40%    |
| Partidul Național Român                      | Sorin Preda Nica      | 1,00%    |

### Județul Gorj

#### Municipiul Târgu - Jiu
| Partid                                       | Candidat          | Rezultat |
| -------------------------------------------- | ----------------- | -------- |
| Partidul Național Liberal                    | Marcel Romanescu  | 51,70%   |
| Partidul Social Democrat                     | Aurel Popescu     | 34,75%   |
| Uniunea Salvați România                      | Radu Miruță       | 4,55%    |
| Partidul Alianța Liberalilor și Democraților | Eduard Lădaru     | 2,15%    |
| Independent                                  | Viorel Caragea    | 4,60%    |
| Partidul Mișcarea Populară                   | Daniela Grădinaru | 1,50%    |

### Județul Hunedoara

#### Orașul Lupeni
| Partid                                       | Candidat                   | Rezultat |
| -------------------------------------------- | -------------------------- | -------- |
| Partidul Social Democrat                     | Lucian Resmeriță           | 40,00%   |
| Partidul Național Liberal                    | Ioan Cristian Roșu         |          |
| Partidul Alianța Liberalilor și Democraților | Constantin Aurică Brândușe |          |
| Uniunea Salvați România                      | Emil Țărcan                |          |
| Partidul Național Român                      | Călin Radu Napău           |          |

### Județul Ialomița

#### Orașul Amara
| Partid                     | Candidat      | Rezultat |
| -------------------------- | ------------- | -------- |
| Partidul Social Democrat   | Ion Măiță     | 42,95%   |
| Partidul Național Liberal  | Țintă Nicolae | 33,10%   |
| Partidul Mișcarea Populară | Ion Onel      | 23,95%   |

#### Orașul Fierbinți - Târg
| Partid                    | Candidat            | Rezultat |
| ------------------------- | ------------------- | -------- |
| Partidul Național Liberal | Pîrvu Dobre         | 50,10%   |
| Partidul Social Democrat  | Cîmpean Marius Alin | 49,90%   |

#### Orașul Țăndărei
| Partid                     | Candidat          | Rezultat |
| -------------------------- | ----------------- | -------- |
| Partidul Social Democrat   | Toma Nicoleta     | 36,70%   |
| Partidul Ialomițenilor     | Petrache Gheorghe | 33,75%   |
| Partidul Național Liberal  | Mitrea Traian     | 25,10%   |
| Partidul Mișcarea Populară | Drima Vladimir    | 3,67%    |
| Independent                | Pașcu Mihăiță     | 2,12%    |
| Partidul Socialist Român   | Cioară Valere     | 1,88%    |

### Județul Maramureș

#### Orașul Ulmeni
| Partid                     | Candidat                | Rezultat |
| -------------------------- | ----------------------- | -------- |
| Partidul Mișcarea Populară | Lucian Ioan Titus Morar | 70,00%   |
| Partidul Social Democrat   | Cornelia Luca           | 30,00%   |

#### Orașul Baia Sprie
| Partid                    | Candidat             | Rezultat |
| ------------------------- | -------------------- | -------- |
| Partidul Național Liberal | Sebastian Alin Bîrda |          |

### Județul Neamț

#### Municipiul Roman
| Partid                     | Candidat               | Rezultat |
| -------------------------- | ---------------------- | -------- |
| Partidul Național Liberal  | Ovidiu Lucian Micu     | 59,30%   |
| Partidul Social Democrat   | Marius Neculai         | 35,12%   |
| Uniunea Salvați România    | Radu Constantin Samson | 3,69%    |
| Partidul Mișcarea Populară | Elena Chelmuș          | 1,89%    |

### Județul Prahova

#### Orașul Băicoi
| Partid                                       | Candidat          | Rezultat |
| -------------------------------------------- | ----------------- | -------- |
| Partidul Alianța Liberalilor și Democraților | Marius Constantin | 49,88%   |
| Partidul Național Liberal                    | Ciprian Stătescu  | 26,23%   |
| Partidul Social Democrat                     | State Marian      | 15,87%   |
| Partidul Mișcarea Populară                   | Aldea Ștefania    | 7,77%    |

#### Orașul Bușteni
| Partid                                       | Candidat         | Rezultat |
| -------------------------------------------- | ---------------- | -------- |
| Partidul Social Democrat                     | Irinel Ghiță     | 47,70%   |
| Partidul Alianța Liberalilor și Democraților | Corbu Laurențiu  | 17,54%   |
| Partidul Mișcarea Populară                   | Codescu Valentin | 7,92%    |
| Partidul Național Liberal                    | Achim Virgiliu   | 6,71%    |
| Uniunea Salvați România                      | Haiduc Gheroghe  | 6,54%    |
| Independent                                  | Anghel Dan       | 4,74%    |
| Partidul Ecologist Român                     | Totpal Mihai     | 4,44%    |
| Partidul România Mare                        | Toma Andronel    | 4,36%    |

## Rezultatul alegerilor în cel de-al doilea scrutin parțial

### Municipiul Deva
La alegerile locale parțiale din România, în cel de-al doilea scrutin parțial din 5 noiembrie 2017 Nicolae Florin Oancea (PNL) a devenit noul primar.
| Partid                                       | Candidat                  | Rezultat |
| -------------------------------------------- | ------------------------- | -------- |
| Partidul Național Liberal                    | Nicolae Florin Oancea     | 42,15%   |
| Partidul Social Democrat                     | Petru Mărginean           | 24,78%   |
| Independent                                  | Marius Vasile Blendea     | 13,60%   |
| Uniunea Salvați România                      | Lucian Francisco Davidoni | 7,25%    |
| Independent                                  | Valer Adrian Călușer      | 6,08%    |
| Partidul Alianța Liberalilor și Democraților | Ovidiu Ioan Popa          | 2,62%    |
| Independent                                  | Eduard Claudiu Cristoi    | 1,80%    |
| Partidul Mișcarea Populară                   | Ioan Vasile Iovan         | 1,08%    |
| Partidul Socialist Român                     | Ioan Brîndușe             | 0,58%    |